# Petrčane
Petrčane (olaszul: Peterzane) falu Horvátországban Zára megyében. Közigazgatásilag Zárához tartozik.

## Fekvése
Zára központjától légvonalban 9 km-re, közúton 12 km-re északnyugatra az azonos nevű öbölben fekszik, amelyet két félsziget a Punta Radman és a Punta Skala határol. Településrészei közül a tengerpart mellett fekszik a legrégibb településrész Donje Petrčane, ahol a plébániatemplom is áll. Radman Puntánál az erdőben épült fel a Pinija nevű turistatelep. Petrčanétól egy mérföldre északra található Glupavac, vagy Male Petrčane. Bartulac a falutól délkeletre a part közelében fekszik.

## Története
Petrčane eredetileg egy 900 éves kis halászfalu volt Zára közelében, amelyet még a 10. században alapítottak, amikor a zárai Szent Chrysogunus (Krševan) és Szent Platon kolostorok birtoka volt. Első írásos említése 1071-ben történt. Nevét a hagyomány szerint egykori római birtokosáról egy bizonyos Petriciusról kapta. Ugyancsak helyi hagyomány egy testvérpár nevéből (Petar és Zane) való származtatás. Petar Skok horvát nyelvész szerint a név a 12. században említett „Petrice” személynévből származik. Szent Bertalan templomát a 12. vagy a 13. században építették. Ez a mai Petrčane elsőként felépített temploma. Róla nevezték el a délkeletre a part közelében található településrészt Bartulacot, amelyet 1656-ban említenek először. A mai Petrčanétól északra egy mérföldre találhatók az 1404-ben említett Szent Szlavina templom romjai. Miután Velence 1409-ben elfoglalta Zárát ez a terület is fennhatósága alá került. Plébániáját 1621-ben alapították. Régi plébániatemplomát még a 17. században a zárai bencések építették. A 18. század végén Napóleon megszüntette a Velencei Köztársaságot. 1797 és 1805 között Habsburg uralom alá került, majd az egész Dalmáciával együtt az Első Francia Császárság része lett. 1815-ben a bécsi kongresszus újra Ausztriának adta, amely a Dalmát Királyság részeként Zárából igazgatta 1918-ig. 1857-ben 341, 1910-ben 618 lakosa volt. Ezt követően előbb a Szerb-Horvát-Szlovén Királyság, majd Jugoszlávia része lett. Lakói hagyományosan földművesek, halászok voltak, de a 20. század második felétől egyre inkább az idegenforgalom lett a megélhetés fő forrása. 2011-ben 601 lakosa volt. A faluban forgalmas kávézók, éttermek, boltok és szállodák találhatók. A környező olajfaültetvényeken keresztül számos út vezet, lehetőséget kínálva a túrázáshoz, kerékpározáshoz. A két közeli történelmi város, Zára és Nin is sok látnivalót kínál.

## Lakosság
| Lakosság változása | Lakosság változása | Lakosság változása | Lakosság változása | Lakosság változása | Lakosság változása | Lakosság változása | Lakosság változása | Lakosság változása | Lakosság változása | Lakosság változása | Lakosság változása | Lakosság változása | Lakosság változása | Lakosság változása | Lakosság változása |
| ------------------ | ------------------ | ------------------ | ------------------ | ------------------ | ------------------ | ------------------ | ------------------ | ------------------ | ------------------ | ------------------ | ------------------ | ------------------ | ------------------ | ------------------ | ------------------ |
| 1857               | 1869               | 1880               | 1890               | 1900               | 1910               | 1921               | 1931               | 1948               | 1953               | 1961               | 1971               | 1981               | 1991               | 2001               | 2011               |
| 270                | 295                | 332                | 375                | 394                | 447                | 600                | 545                | 614                | 621                | 612                | 512                | 534                | 575                | 617                | 601                |

## Nevezetességei
- A Szent Bertalan templom a 12. vagy a 13. században épült román stílusban. A templom egyhajós épület volt dongaboltozattal és félköríves apszissal. Ma lakóházként szolgál, de falain máig fennmaradtak az eredeti freskók. 11 méter magas harangtornya van. A 19. században átépített lakóépületet a nép Kulinának nevezi.[2][5]
- Szent János és Pál vértanúk tiszteletére épült plébániatemploma 1874-ben épült, 1900-ban megújították. Felszentelése közvetlenül az első világháború előtt 1913-ban történt, melyről az északi falon elhelyezett márványtábla emlékezik meg. Egyhajós épület, hozzátoldott négyszögletes sekrestyével. A szentélyben kiemelkedik a nagy márvány oltár a tabernákulummal, középen Szent János és Pál szobrával. A belső kapuzat felett emelkedik a kórus, alatta a keresztelőmedencével és a szenteltvíztartóval. A hajóban két fából faragott, oda illeszkedő értékes oltár áll. A jobb oldali oltár képe a Szentlélek eljövetelét, a bal oldali Szent Simont, Rókust és Sebestyént ábrázolja. A templom hátsó részén a falfülkékben Szent Mátyás apostol és Páduai Szent Antal szobrai láthatók. Egy innen származó értékes 15. századi körmeneti keresztet a zárai egyházművészeti múzeumban őriznek.[2]
- Petrčanétól egy mérföldre északra, a Male Petrčane településrészen találhatók az 1404-ben említett Szent Szlavina templom romjai.